# Le Mesnil-le-Roi
Le Mesnil-le-Roi – miejscowość i gmina we Francji, w regionie Île-de-France, w departamencie Yvelines. Przez miejscowość przepływa Sekwana.
Według danych na rok 1990 gminę zamieszkiwało 6206 osób, a gęstość zaludnienia wynosiła 1910 osób/km² (wśród 1287 gmin regionu Île-de-France Le Mesnil-le-Roi plasuje się na 293. miejscu pod względem liczby ludności, natomiast pod względem powierzchni na miejscu 803.).

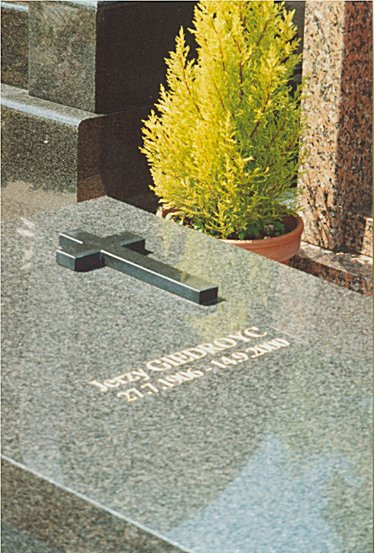
Grób Jerzego Giedroycia na cmentarzu w Le Mesnil-le-Roi (2001)

Na cmentarzu w Le Mesnil-le-Roi pochowani są m.in. Jerzy Giedroyc (zm. 2000) wraz z byłą żoną Tatianą Szwecow (1913-2005), Henryk Giedroyc (zm. 2010) wraz z żoną Ledą Giedroyc (zm. 2003), Zofia Hertz (zm. 2003), Zygmunt Hertz (zm. 1979), Maria Czapska (zm. 1981), Józef Czapski (zm. 1993), Wojciech Sikora (zm. 2022) a także francuska pisarka Jeanne Bourin (1922-2003).